# Martha Jefferson
Martha Skelton Jefferson, nacida como Martha Wayles (30 de octubre de 1748–6 de septiembre de 1782) fue la esposa de Thomas Jefferson, quien fue el tercer presidente de los Estados Unidos. Ella no llegó a convertirse en primera dama de los Estados Unidos debido a que falleció mucho tiempo antes de que su esposo fuese elegido a la Presidencia.

## Biografía
Martha era hija de John Wayles (1715 - 1773) y su primera esposa Martha Eppes (1712 - 1748), ricos propietarios de plantaciones en el Condado de Charles City, Virginia. Su padre nació en Lancaster, Inglaterra, y emigró solo a Virginia en 1734, a la edad de 19 años, dejando su familia en Inglaterra. Ejercía como abogado. La madre de Martha era hija de Francis Eppes de Bermuda Hundred y era viuda cuando se casó con él. Cómo parte de su dote, la madre de Martha trajo consigo a una esclava personal, Susanna, quién tenía una hija de once años de edad cuyo nombre era Elizabeth Hemings (Betty).
En el acta de matrimonio de John y Martha estaba previsto que  Susanna y Betty pasarían a ser propiedad de Martha Eppes y sus herederos para siempre o serían devueltas a la familia Eppes si no dejasen herederos. La madre de Martha falleció cuando ella solo tenía 3 semanas de vida. Así es como las Hemings llegaron a la custodia de Martha Wayles.
El viudo padre de Martha se volvió a casar con una mujer llamada Mary Cocke de Malvern Hill y el matrimonio produjo a su media hermana Elizabeth, quien después se casó con el primo de Martha  y se convirtió en la madre de John Wayles Eppes.
Después de la muerte de su tercera esposa, John Wayles se enredó con la esclava Betty y tuvieron varios hijos, incluyendo a la afamada Sally Hemings.